# Geografía de los Estados Federados de Micronesia

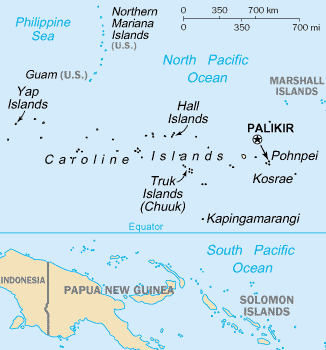

Los Estados Federados de Micronesia son un estado soberano en la región de Micronesia, al oeste del océano Pacífico, que consta de 607 islas que se extienden a lo largo del archipiélago de las islas Carolinas (junto con Palaos), al este de las Filipinas. Está dividido en cuatro grupos de islas: Yap, Chuuk (llamado Truk hasta enero de 1990), Pohnpei (llamado Ponape hasta noviembre de 1984), y Kosrae. La capital federal es Palikir, en Pohnpei. El país ocupa 702 km² de superficie terrestre que se extienden a lo largo de 2700 km, de oeste a este, al norte del ecuador y tienen un área de influencia económica de 2.600.000 km² en el océano Pacífico.

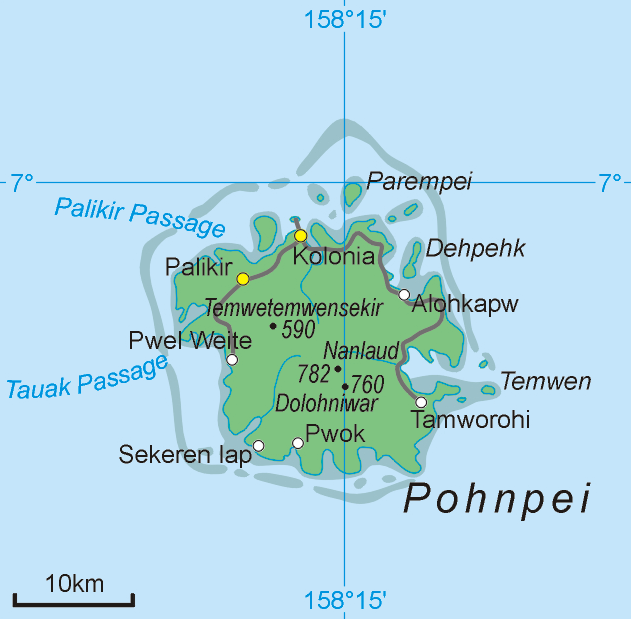
Isla de Pohnpei, con el monte Nanlaud, de 782, el punto más alto y lluvioso de las islas, con más de 10.000 mm anuales.

## Geología

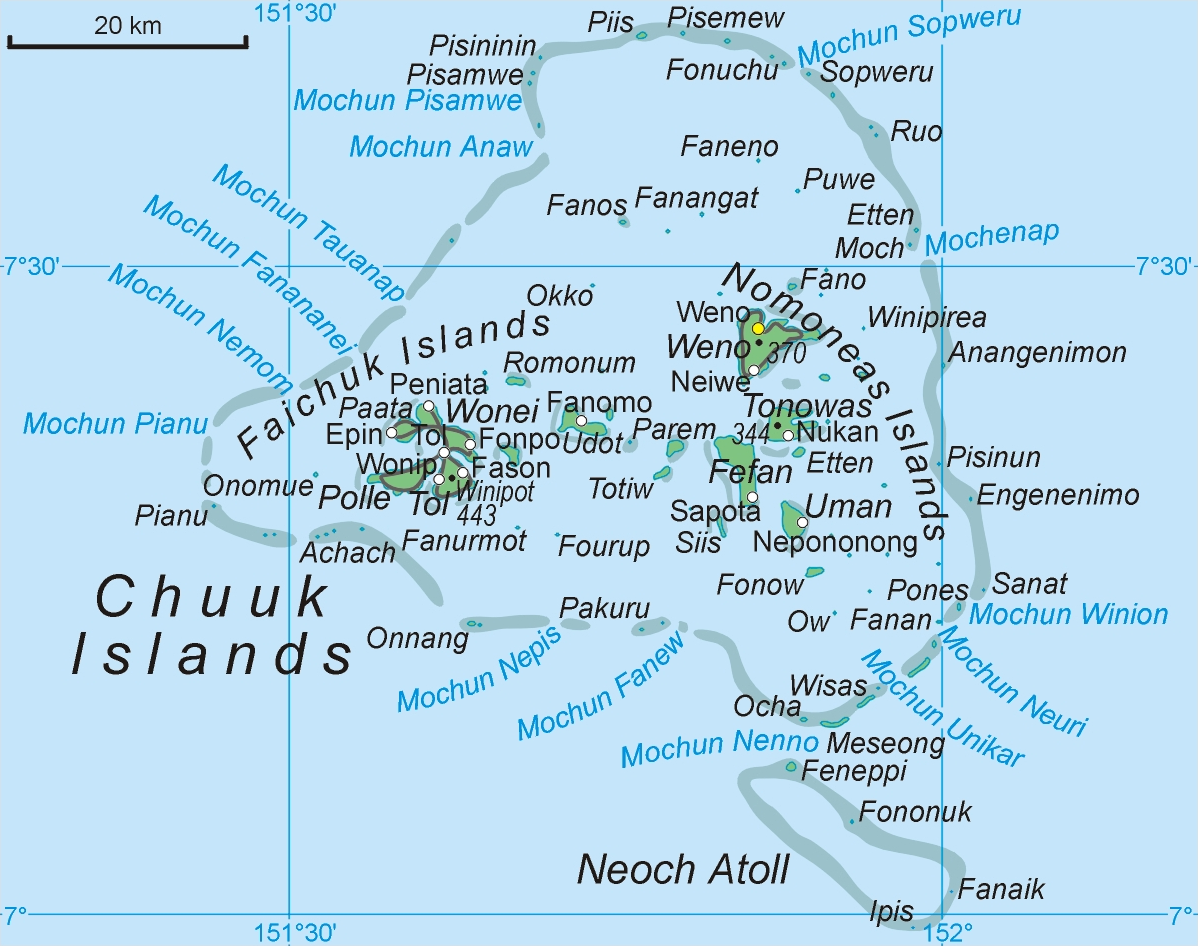
Islas volcánicas de Chuuk rodeadas por una barrera de arrecifes.

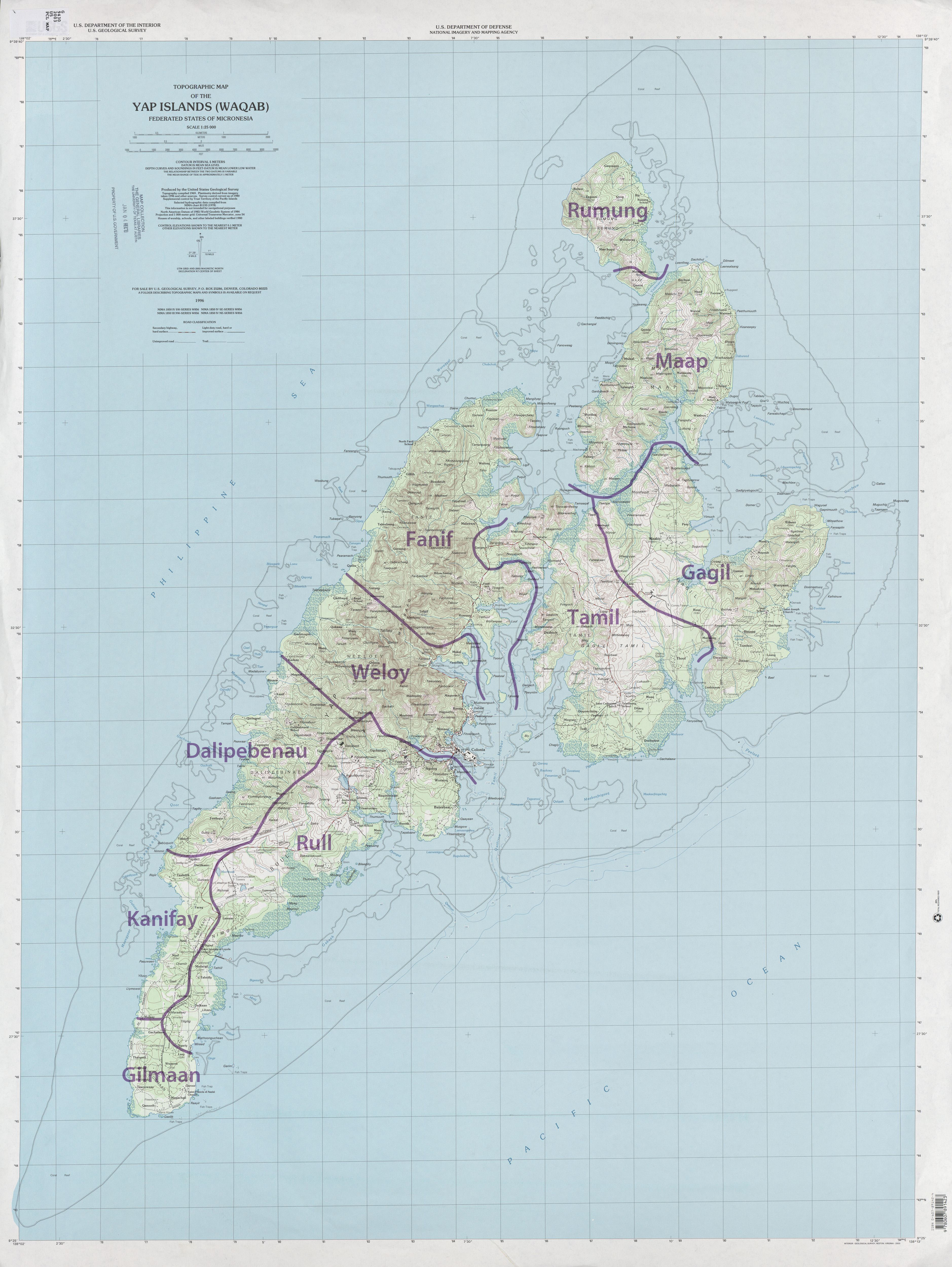
Municipios de las islas de Yap.

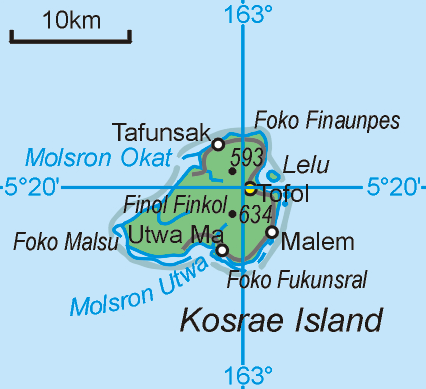
Isla de Kosrae

Los estados Federados de Micronesia son un grupo de 607 islas pequeñas, conocidas como islas Carolinas, que comprenden cuatro estados principales: Yap, Chuuk o Truk, Pohnpei o Ponape y Kosrae o Kusiae, que se extienden de oeste a este. Las cuatro islas de Yap, compuestas de corteza continental, forman un arco en la convergencia oriental de la Placa filipina, conectada con el arco de islas de Palaos por el sur y el arco de Izu-Bonin-Mariana por el norte. Tectónicamente, el arco de Yap está en el margen de la placa de las Carolinas, que está siendo subducido bajo la placa filipina.
La geología de Micronesia es compleja. Comprende seis subregiones geológicas que varían en edad, desde 97 millones de años en las islas Marshall, donde se hallan los atolones de coral más viejos de la tierra, hasta las relativamente jóvenes islas volcánicas del norte de las Marianas. Pohnpei (344 km² y 772 m de elevación) y Kosrae (110 km², 634 m de elevación) son islas volcánicas rodeadas de arrecifes de coral. Las cuatro de Yap están unidas por un extenso arrecife de coral sustentado en una elevación de la placa filipina. La laguna de Chuuk está formada por 12 islas volcánicas rodeadas por una serie de 24 islotes de coral que forman una barrera de arrecifes.
En conjunto, la variada geología incluye islas volcánicas, arrecifes de coral, atolones, islotes muy llanos de poca altura e islas calcáreas.

## Biodiversidad

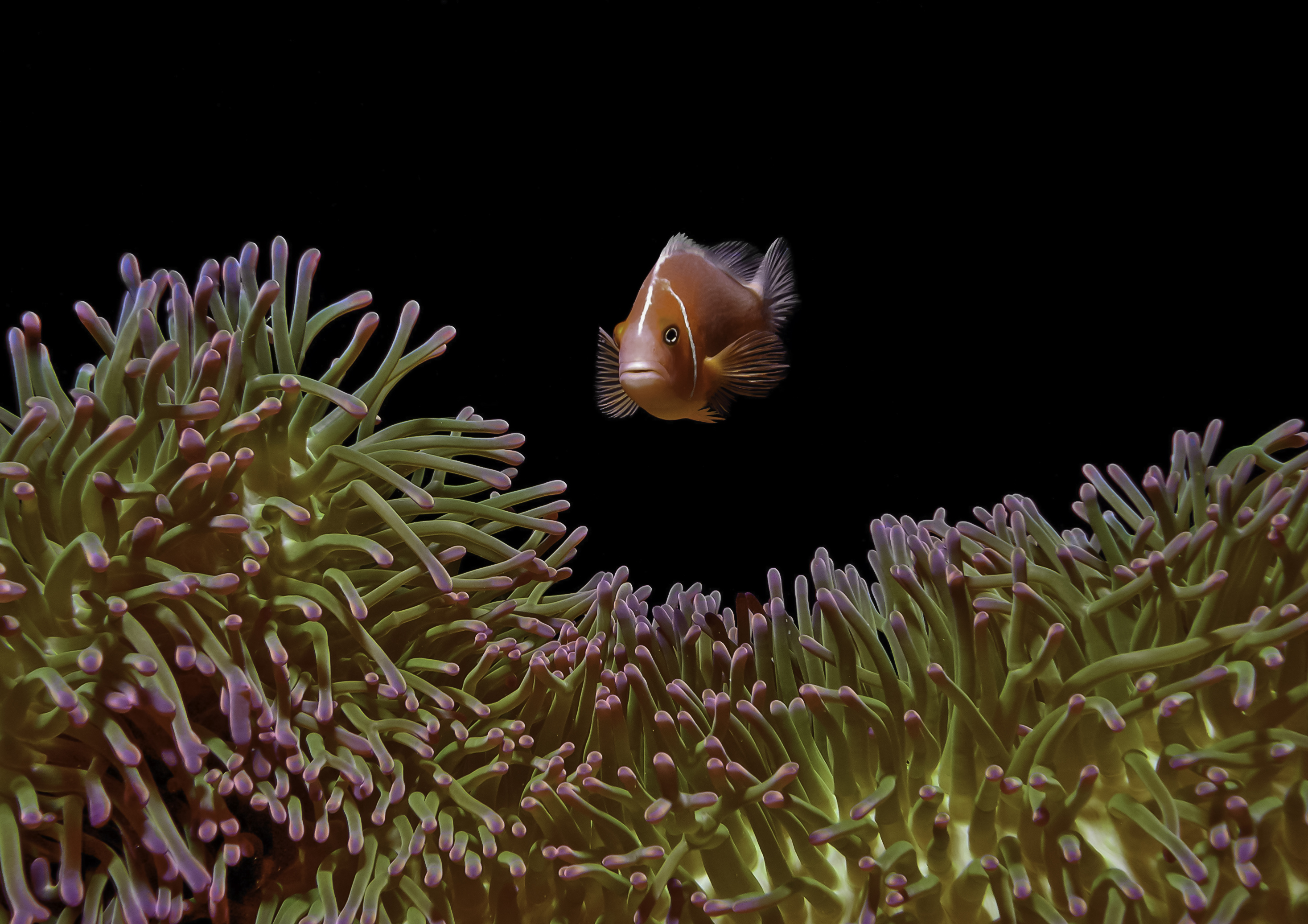
Pez payaso rosa en la bahía Manta Ray, en Yap

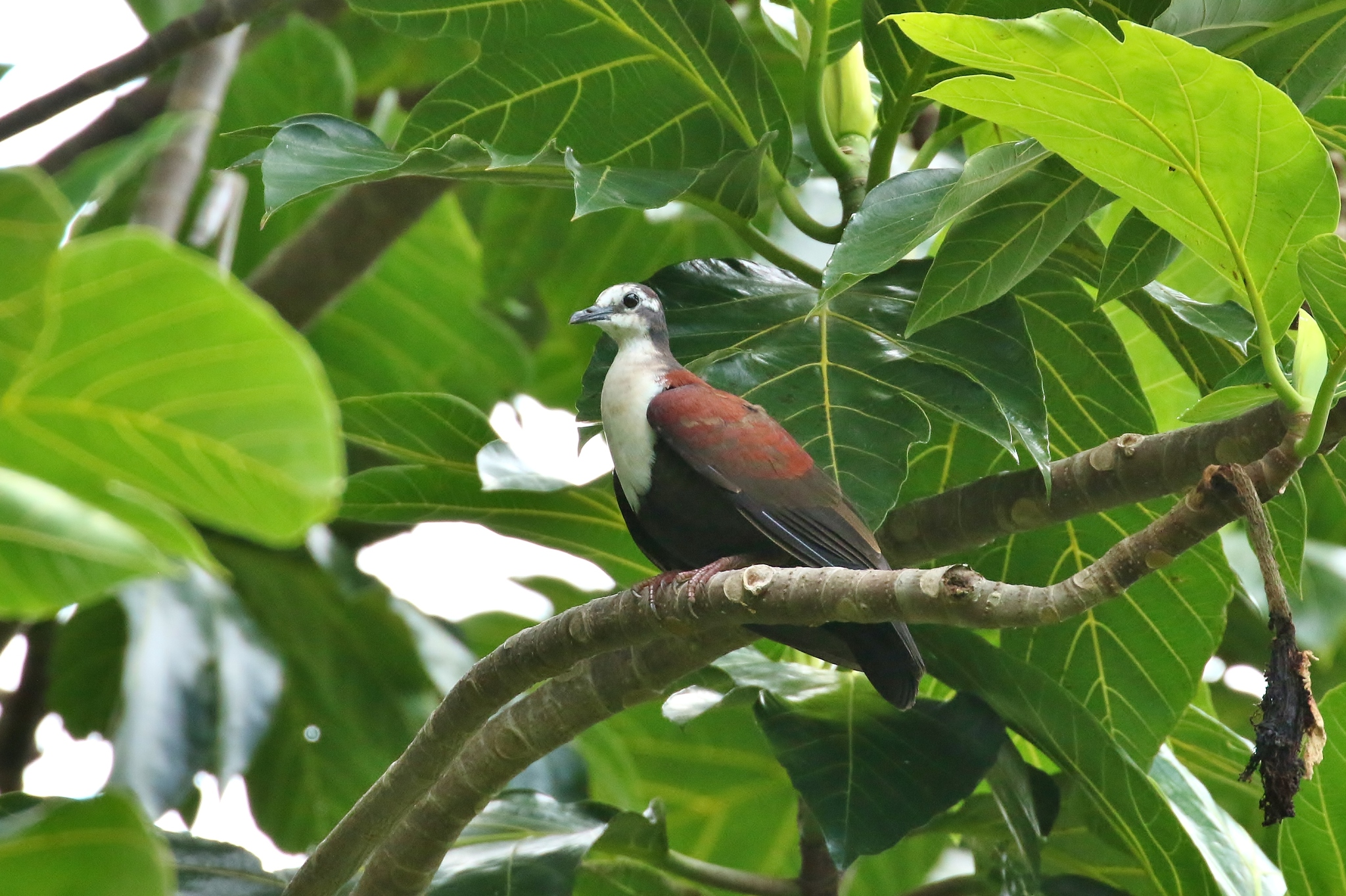
Paloma perdiz de las Carolinas

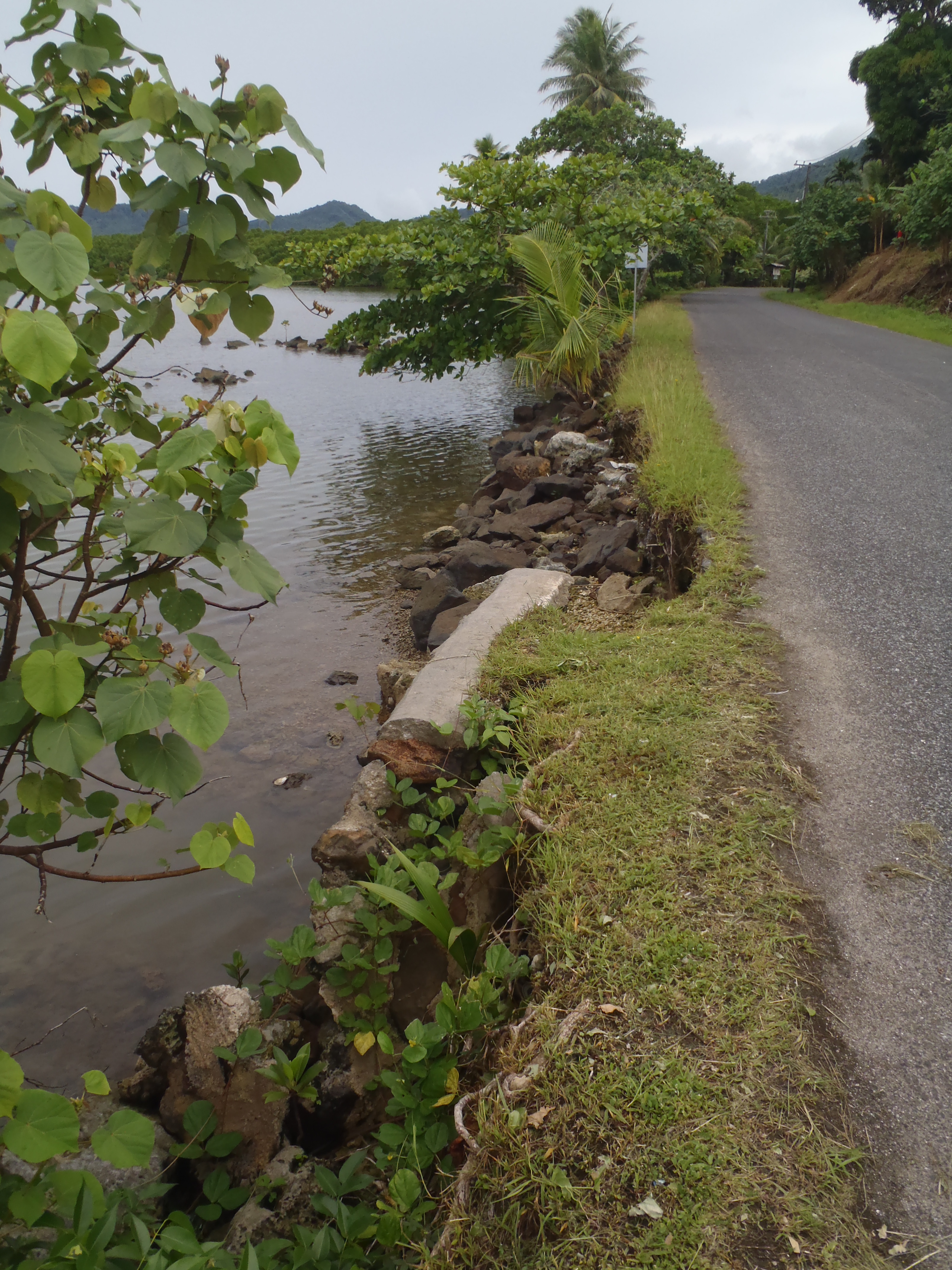
Erosión costera en Keimwin Kiti, Pohnpei, el único lugar donde los manglares han sido talado scompletamente.

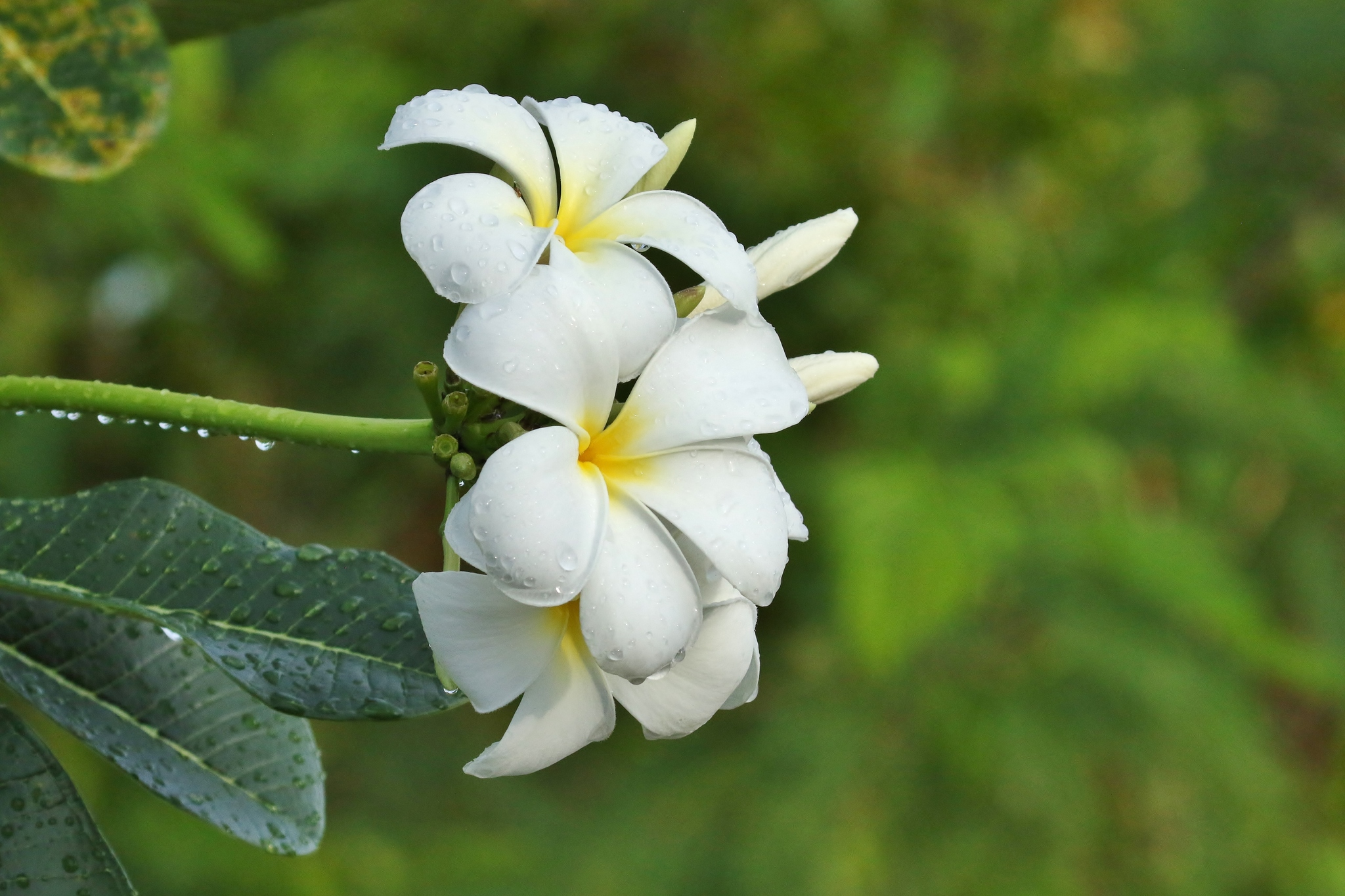
Flor de Plumeria obtusa fotografiada en Micronesia.

Las mayores comunidades costeras son bosques de manglares, praderas marinas, lagunas y arrecifes de coral, biológica y físicamente unidos. En Micronesia hay reconocidas unas 300 especies de coral, 1000 especies de peces y 1200 especies de moluscos. En los bosques de manglares hay camarones, cangrejos y peces, así como aves que se alimentan de ellos. Las praderas marinas aparecen mar adentro a continuación de los manglares. Las lagunas proveen de alimento a los habitantes del arrecife y contienen diversas clases de plancton. La biodiversidad y complejidad de los arrecifes de coral se incrementa notablemente de este a oeste, con 150 especies de coral duro en Kosrae, 200 en Pohnpei y 300 en Chuuk. La productividad de los corales en esta zona es de las más altas del mundo, absorbiendo unos 2500 gramos de carbón por metro cuadrado y año, contra los 2200 gramos del bosque tropical y 125 gramos del mar abierto.
En el interior, desde la zona de las mareas hasta la cima de los montes hay un variado rango de vegetación, bosque nuboso, de tierras altas, de palmeras, de plantación, áreas dominadas por trepadoras del género Merremia, sabanas, bosque secundario nativo, fragmentos de árboles introducidos, áreas cultivadas, pantanos de agua dulce, pantanos de la palmera Nypa fruticans, bosques de atolón, bosques en zonas rocosas y playas. Hay unas 1230 especies de helechos y plantas con flor, de las que 782 son nativas, incluyendo 145 especies nativas de helecho. En la isla de Pohnpei, hay unas 750 especies de plantas, de las que 110 son endémicas. Otras 457 especies han sido introducidas.
Los únicos mamíferos nativos de las islas son cinco especies y subespecies de murciélago del género Pteropus y un embalonúrido. Más allá, han sido introducidos tres tipos de ratas, la rata de la Polinesia, la rata negra o común y la rata parda. También hay ratones, perros, gatos, cabras, unas pocas vacas y en Pohnpei, el cérvido sambar filipino.
Según BirdLife International, en Micronesia hay 127 especies de aves, de las que 21 son endémicas y 12 están globalmente amenazadas: paloma perdiz de las Carolinas, petrel de Más Afuera, fardela de cuello blanco, zarapito del Pacífico, zarapito de Siberia, correlimos grande, Todiramphus reichenbachii (Alción de Pohnpei), oruguero de Yap, oruguero de Pohnpei, monarca de la Truk , anteojitos de la Truk y  estornino de Ponapé. En las islas hay además 15 IBAs, áreas de importancia para las aves.

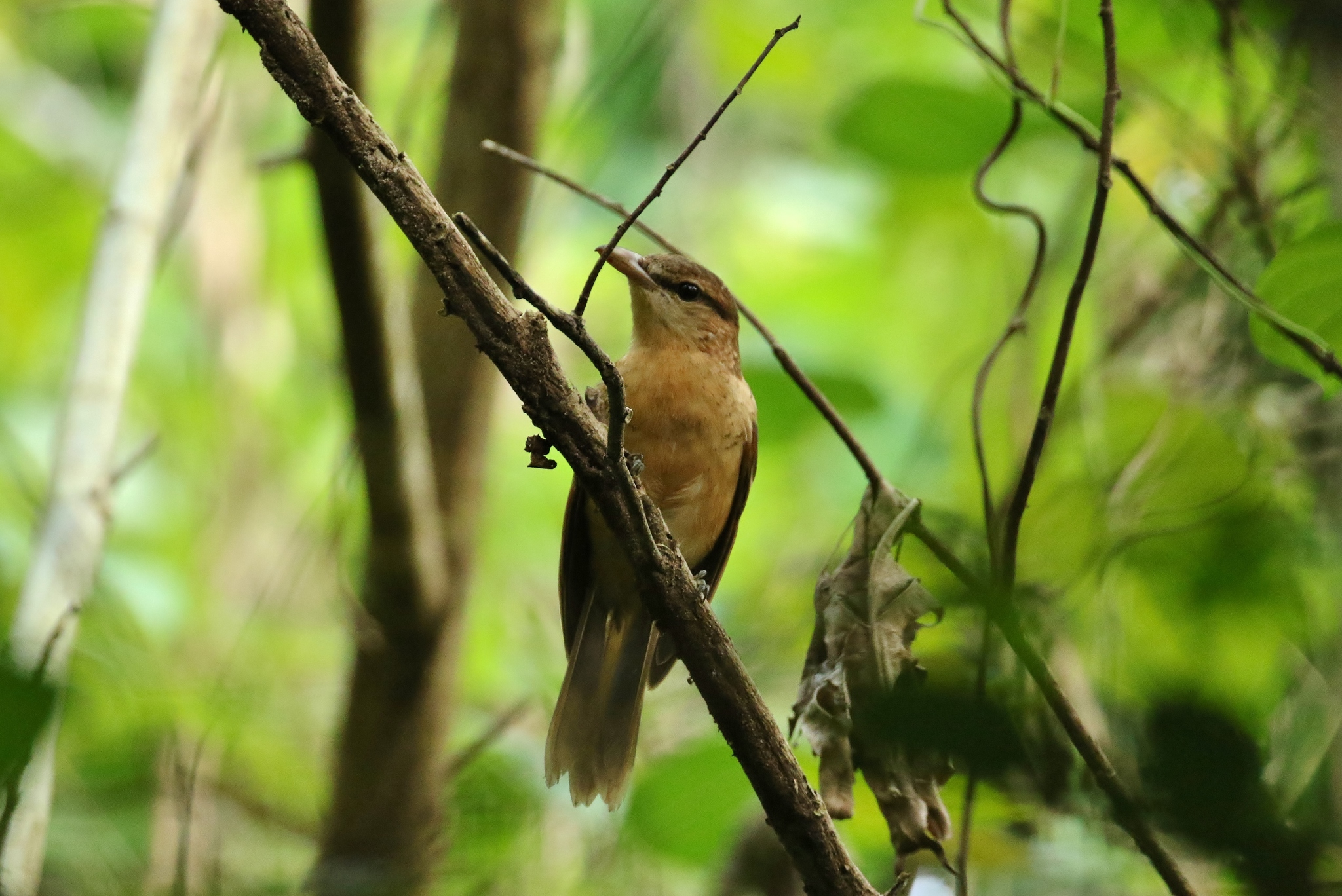
Orugero de Yap

## Clima

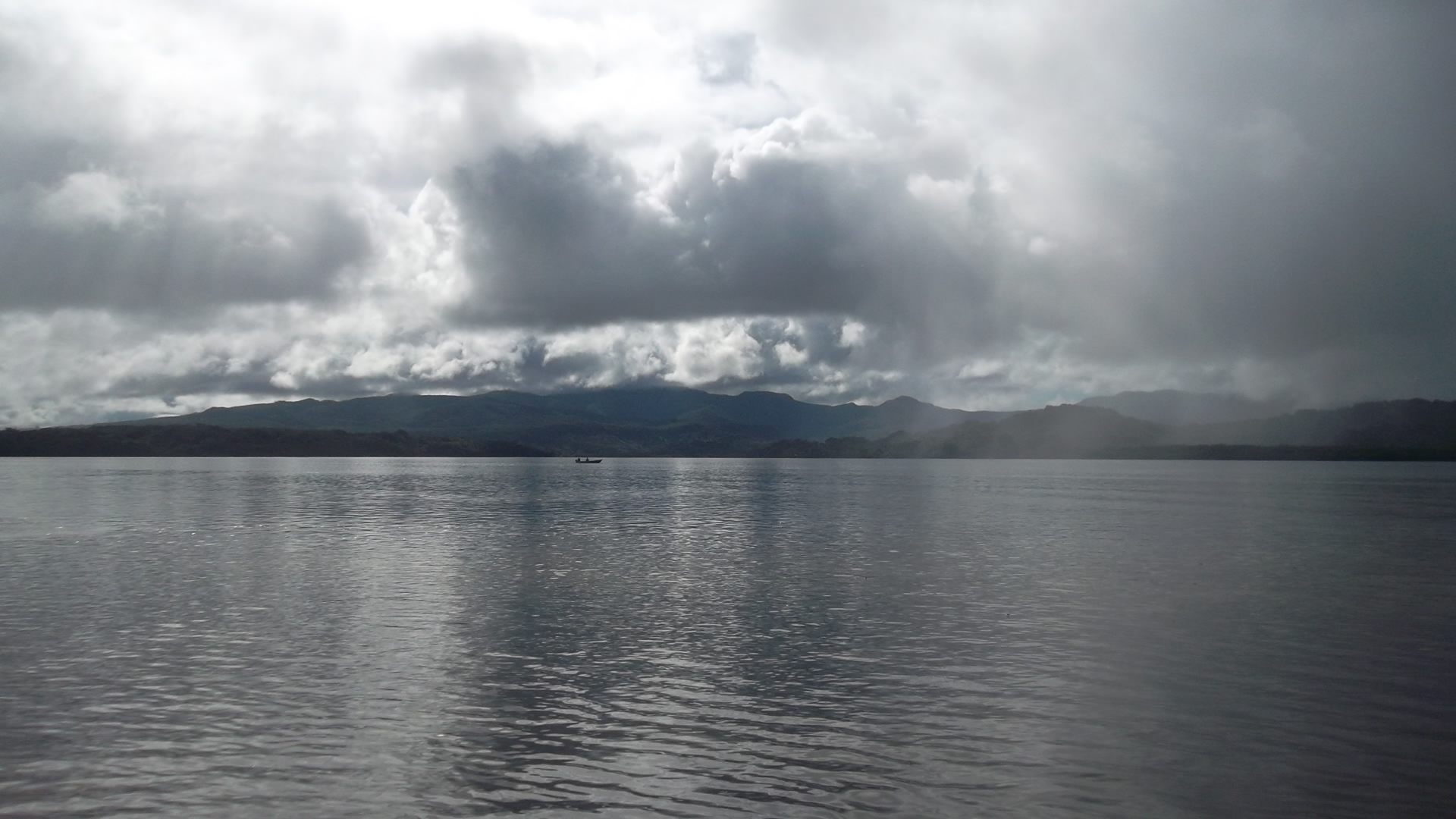
Nubes de tormenta sobre Pohnpei.

El clima de los Estados Federados de Micronesia es ecuatorial, cálido, húmedo y lluvioso todo el año. Las islas se encuentra al norte del ecuador y se ven afectadas por los vientos alisios constantes, que atemperan el clima. Las temperaturas mínimas oscilan todo el año entre 22 y 25.oC, y las máximas entre 30 y 32.oC. Las precipitaciones, abundantes, oscilan entre los 2500 y los 5000 mm anuales, aunque en las caras orientadas al viento pueden superar los 6000 mm. El monte Nahnalaud, de solo 750 m de altura, en la isla de Pohnpei, recibe una media de 10.160 mm, siendo uno de los lugares más lluviosos de la tierra, con cielos casi siempre cubiertos. En general, las lluvias se producen por medio de chaparrones y tormentas de corta duración pero muy intensos. Los lugares más secos son los atolones llanos, donde las lluvias pueden bajar de 3000 mm. Los meses más secos son enero y febrero, sin bajar de 250 mm y 20 días con lluvia.
En Palikir, la capital, en la isla de Pohnpei, a 7.oN, caen unos 4750 mm anuales, con un mínimo de 300 mm en enero y un máximo de 490 mm en mayo. La media es de 20 días con lluvia mensuales y una media de 400 mm. Las temperaturas, con muy poca variación, con una oscilación diaria de 22 a 31.oC. El agua del mar se mantiene todo el año a 29.oC.
En la más seca isla de Yap, a 9.oN, caen poco más de 3000 mm, con un mínimo entre febrero y abril de unos 150 mm y solo 13-14 días de lluvia, y un máximo de 385 mm en agosto. En Chuuk, más al este, sucede algo parecido, pero con un poco más de lluvia, poco más de 3500 mm anuales, un mínimo de 205 mm en febrero y un máximo de 360 mm en agosto y septiembre, con 25 días de lluvia. En ambas hace un poco más de calor que en Pohnpei, ya que las mínimas no bajan de 24-25.oC.
Puede haber tifones entre abril y diciembre, aunque son más frecuentes entre agosto y noviembre.

## Áreas protegidas

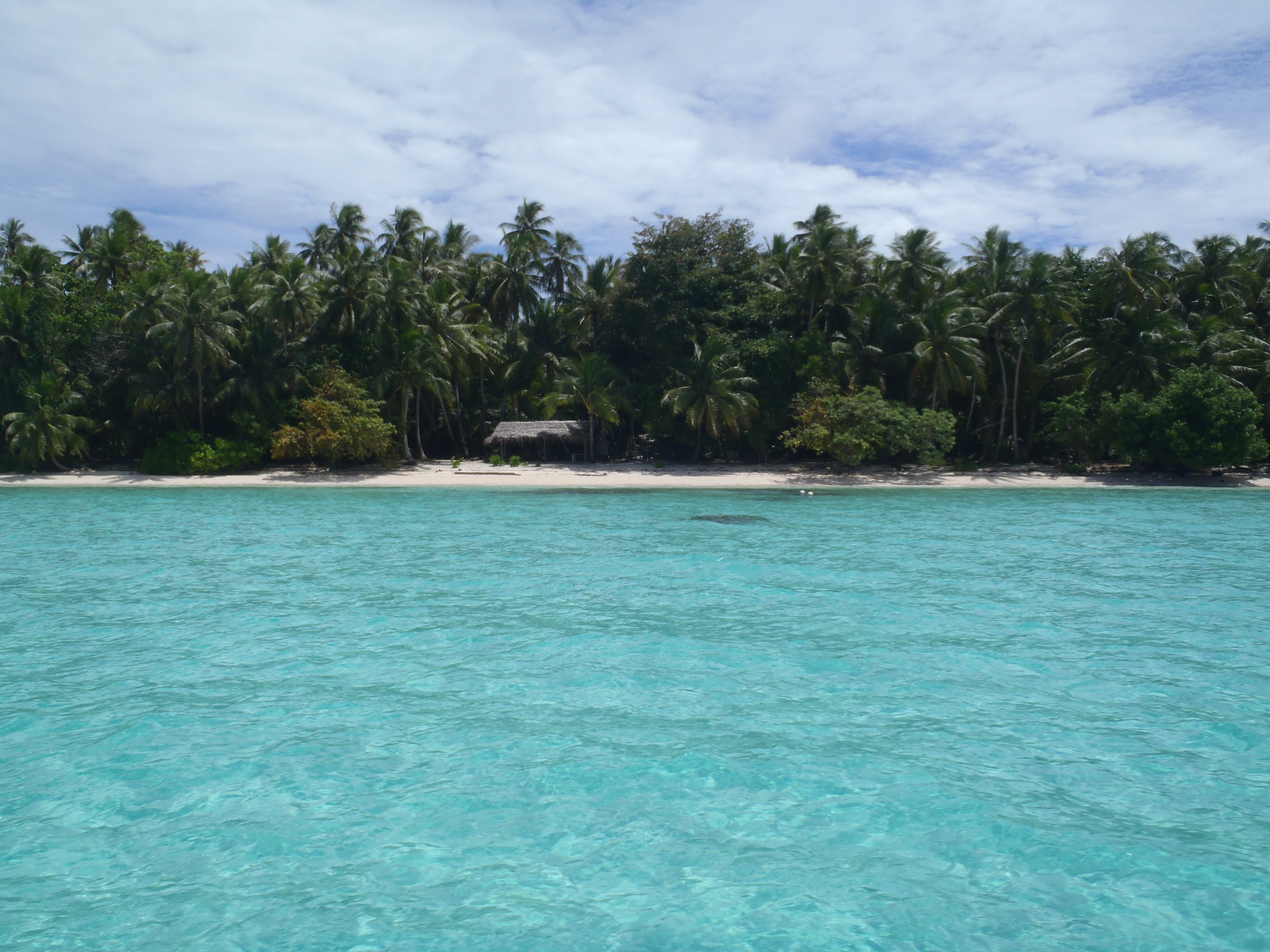
Laguna del atolón And, reserva de la biosfera de la Unesco.

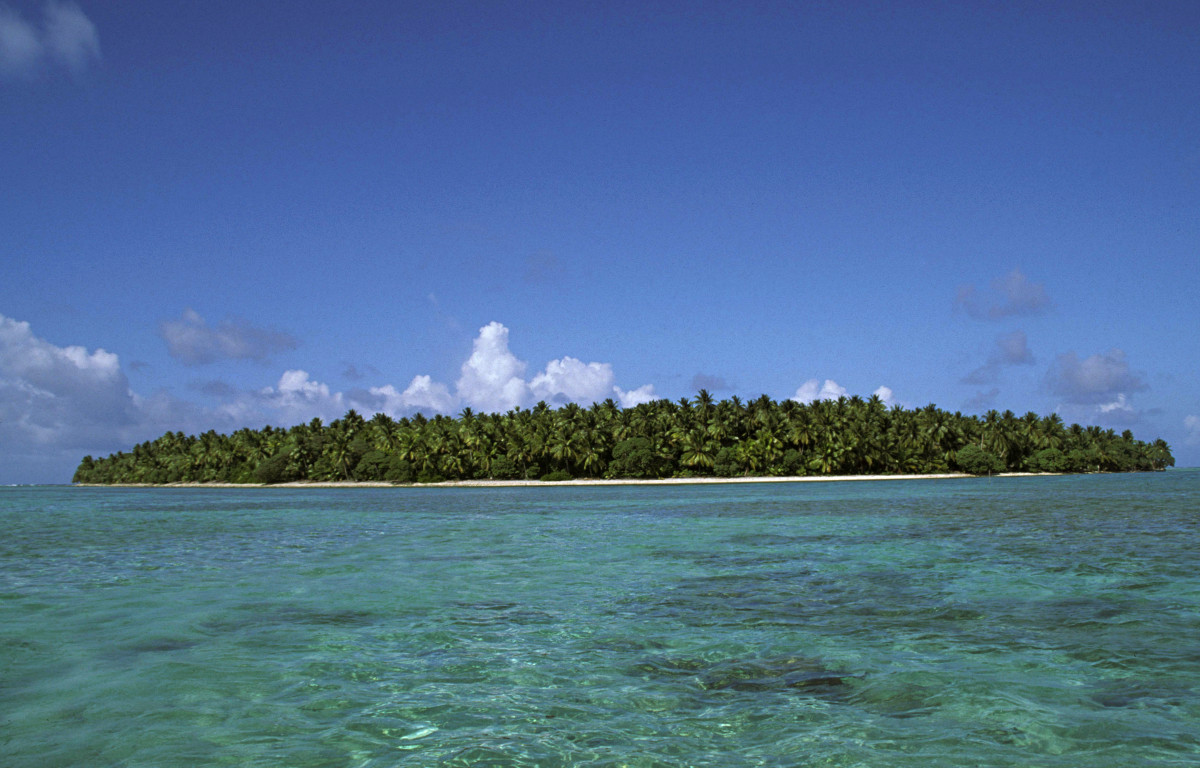
Isla Oroluk, en el atolón Oroluk, cuya laguna es un santuario marino.

En Micronesia hay 5 zonas protegidas, el 0,05% de la superficie terrestre, y 475 km² de áreas marinas, el 0,02% del total de 3.011.917 km² que pertenecen al país. Hay 2 santuarios, 1 área de conservación marina y 2 reservas de la biosfera de la Unesco.

#### Reservas de la biosfera de la Unesco
- Atolón And, 950 ha, a 18,5 km al sudoeste de Pohnpei. Representativo de los atolones de Micronesia, con una laguna de 74 km², alberga 25 especies de aves y 13 especies de reptiles, tortuga verde y tortuga carey.[8]
- Utwe, 17,73 km². Pequeña isla volcánica al sudoeste de Kosrae. Posee una estrecha franja costera llana y el resto son colinas agrestes. Está rodeada por manglares y arrecifes de coral, con 335 especies de peces y 180 de coral, 13 blandos y 150 duros.[9]

#### Santuarios
- Nahmwen Na Stingray, 233 ha, al este de Pohnpei. Creado para proteger un área significativa de hábitat de varias rayas del orden Myliobatiformes en las aguas de Pohnpei.[10]
- Santuario marino de Oroluk, 469 km². Creado para preservar los arrecifes de coral del atolón Oroluk, todas las áreas de la laguna (420 km²) desde la zona de marea hasta una profundidad de 600 m. El atolón está formado por 25 islotes y bancos de arena devastados por los ciclones anuales, de los que subsiste un solo islote boscoso, llamado isla Oroluk.

#### Área de conservación marina
- Rumung, 2,86 km². También conocida como isla Prohibida.[11]

## Datos generales
Situación: En Oceanía, representa un grupo de islas al norte del Océano Pacífico, a unos dos tercios de la distancia entre Hawái e Indonesia.
Coordenadas geográficas: 6º55' latitud norte, 158º15' longitud este.
Superficie (Pohnpei (Ponape), Islas Chuuk (Truk), Islas Yap y Kosrae):
- Total: 702 km²
- Suelo: 702 km²
- Agua: 0 km²

Extensión de costa: 6.112 km
Clima: tropical. Fuertes lluvias durante todo el año, especialmente en las islas orientales. Situadas al límite de la zona de los tifones, siendo afectadas ocasionalmente con gravedad.
Terreno: diversidad geológica entre altas montañosas, a bajos atolones de coral; vulcanismo en Pohnpei, Kosrae y Chuuk.
Punto más elevado. Totolom 791 m
Recursos naturales: bosques, productos marítimos, minerales de los fondos marinos.
Riesgos naturales: Tifones (junio a diciembre).